# Alfred Eß

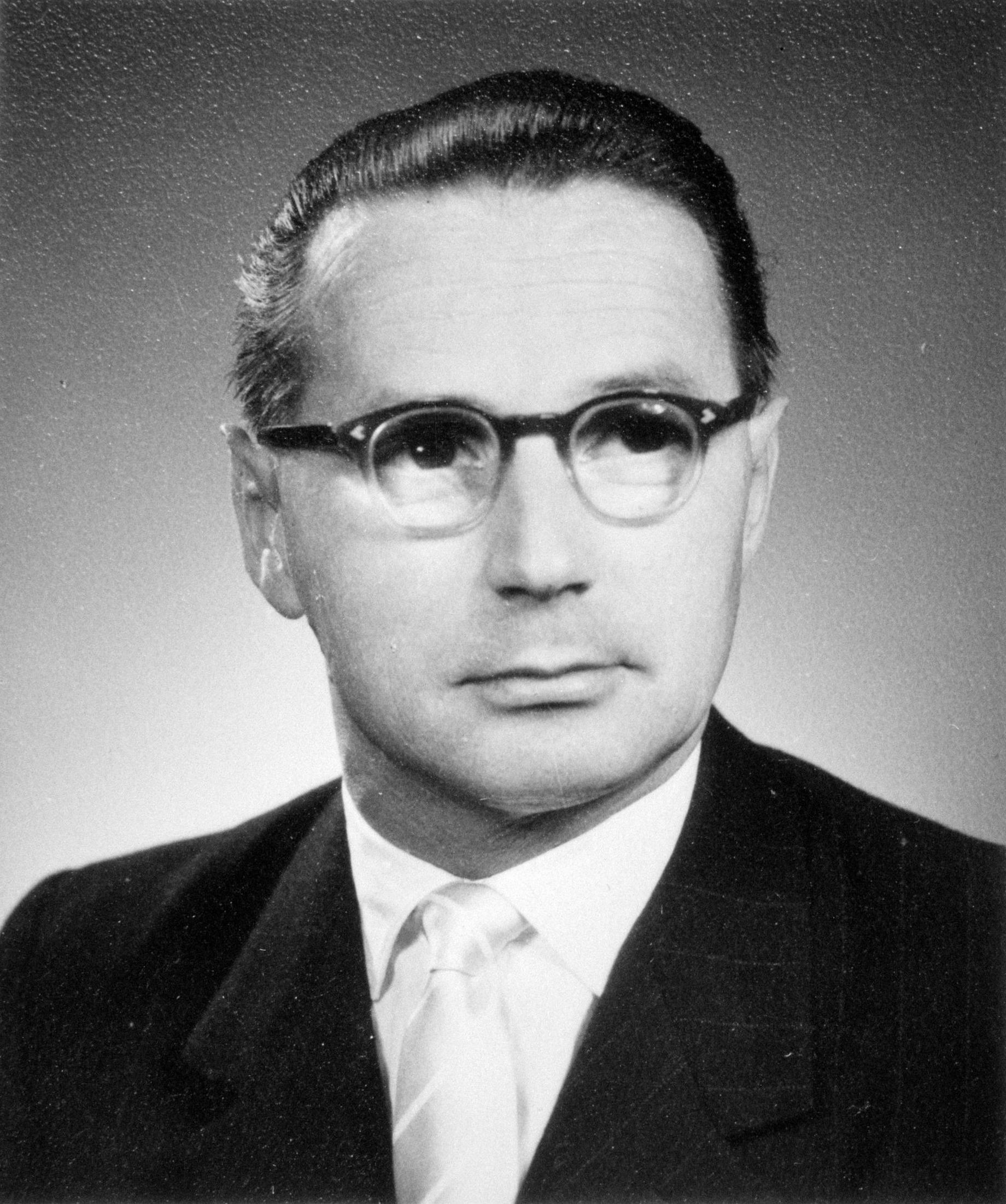
Alfred Eß (1985)

Alfred Eß (* 7. Oktober 1921 in Feldkirch; † 17. Juni 2005 in Göfis) war ein österreichischer Politiker (VdU, FPÖ) und städtischer Angestellter. Eß war von 1959 bis 1983 Abgeordneter zum Vorarlberger Landtag.

## Leben und Wirken
Alfred Eß wurde am 7. Oktober 1921 als Sohn des Bundesbahnbediensteten Franz Eß und dessen Frau Anna im Feldkircher Stadtteil Altenstadt geboren. Nach dem Besuch der Volksschule Altenstadt und der Hauptschule Feldkirch arbeitete er ein Jahr lang als Hilfsarbeiter, ehe er seine Ausbildung an der Handelsschule in Feldkirch fortsetzte. Ab dem Jahr 1937 arbeitete Eß als kaufmännischer Angestellter bei den Feldkircher Stadtwerken. Am 5. Februar 1941 wurde der zu diesem Zeitpunkt 19-jährige Alfred Eß zum Kriegsdienst eingezogen, wobei er unter anderem mit dem Verwundetenabzeichen in Schwarz und dem Krimschild der deutschen Wehrmacht ausgezeichnet wurde.
Nach der Rückkehr aus dem Krieg trat Eß am 1. Juli 1945 wieder in den Dienst der Stadtwerke Feldkirch ein. Im Jahr 1949 wurde er Mitglied des Verbands der Unabhängigen, einer Vorgängerpartei der Freiheitlichen Partei Österreichs. Nachdem der VdU in der FPÖ aufgegangen war, wurde Alfred Eß 1958 zum Presse- und Propagandareferent der FPÖ Vorarlberg. Nach der Landtagswahl 1959 konnte er außerdem am 29. Oktober 1959 erstmals als Abgeordneter in den Landtag einziehen. Im Landtag war er von 1969 bis 1983 Klubobmann der FPÖ. Zudem war er von 1958 bis 1960 und später wieder von 1965 bis 1975 Mitglied der Stadtvertretung seiner Heimatstadt Feldkirch.
Beruflich wurde Alfred Eß 1968 zum provisorischen Leiter der Feldkircher Stadtwerke bestellt, was er bis zum 30. November 1974 blieb. Anschließend war er bis zu seiner Pensionierung zum Jahreswechsel 1981/82 kaufmännischer Leiter der Stadtwerke. Abgeordneter zum Vorarlberger Landtag blieb Eß bis zum 15. Februar 1983, als er freiwillig sein Mandat niederlegte.
Alfred Eß, der seit 1943 verheiratet gewesen war und drei Kinder hatte, starb am 17. Juni 2005 in Göfis.